# 아메형 증기 기관차
아메형 증기 기관차는 1911년에 단 6량만 도입된 증기 기관차이다. 차륜 배치는 4-4-0이며, 텐더형 증기 기관차에 속한다. 이름은 미국식 증기 기관차라는 데서 미국이라는 뜻의 아메리카(America) 앞의 두 음절을 따서 지었다.

## 역사
대한민국에 도입되기 전, 아메형 증기 기관차와 같은 증기 기관차는 흔한 것이었으며, 20세기 초반까지도 비슷한 형식의 차량이 세계 도처에서 사용되었다.
1911년 단 1형식뿐인 아메1형이 단 6량만 도입되었으며, 경의선에서 융희호(隆熙號)를 견인하는 데 사용되었다. 최초로 도입된 6량의 차량 이외에는 추가적으로 발주, 도입되거나 새로운 형식이 개발되지 않았다. 아메형 증기 기관차가 동륜의 숫자가 부족해 고속화 및 장대화시키기 어려워서 추가로 도입된 차량이 없는 것으로 보이며, 폐차 시기는 광복 이후로 추측된다.용으로 널리 사용된 파시형 증기 기관차로 대체된 것으로 보인다.

## 구조 및 특징
아메형 증기 기관차는 전륜 4개, 동륜 4개의 차륜 배치를 가지며, 탄수차를 연결하여 운행하는 텐더식 기관차이다. 아메형은 고속 운전에 맞도록 당시로서는 상당한 대형 동륜인 72인치(1830mm) 동륜을 채용하고 있는데, 이로 인해 최고속도는 95km/h까지 낼 수 있었다고 한다. 아메형의 탄수차는 한국철도 최초의 텐더식 기관차인 터우1형과 달리 4축 텐더를 연결하고 있다. 또한 아메형 증기 기관차는 같은 시기에 도입된 푸러형 증기 기관차와 같이 최초의 왈샤트식 밸브 장치를 탑재한 기관차이기도 했다. 그러나 전후 시기에 도입된 터우형이나 소리형 등의 다른 기관차에 비해서 견인력이나 출력 면에서 유리하지 않아 도태되었다.
- 연료 종류: 석탄
- 연료 탑재량: 7.2t
- 물 용량: 14.5m3
- 화상 면적: 2.34m2
- 화실 전열 면적: 12.0m2
- 연관 전열 면적: 118.8m2
- 전 전열 면적: 130.8m2
- 실린더 수: 2
- 실린더 크기: 450x660mm
- 밸브 장치: 왈샤트식